# Rheinweiler
Rheinweiler ist seit dem 1. Januar 1975 ein Ortsteil der Gemeinde Bad Bellingen im Markgräflerland, Landkreis Lörrach. Der südlichste Ortsteil hat gut 1100 Einwohner.

## Lage

### Geographie
Das langgestreckte Besiedlungsgebiet von Rheinweiler liegt zwischen dem Rhein im Westen und dem Hügelansteig des Isteiner Klotzes im Osten. Der Ort ist auf dem Hochgestade erbaut, neuere Ausbauten teilweise hangaufwärts. Parallel zum Rhein verläuft entlang der Talachse die A 5.
Südlich und östlich grenzt Rheinweiler an Blansingen, das zu Efringen-Kirchen gehört, nördlich grenzt es an Bamlach. Im Westen verläuft die Landesgrenze zu Frankreich entlang des Rheins. Auf der französischen Seite befindet sich die Gemeinde Niffer.

### Verkehrsanbindung
Durch den Ort führt die Kreisstraße 6347 sowie Bahnstrecke Mannheim–Basel mit einem Haltepunkt in Rheinweiler für den Regionalverkehr.

## Geschichte

### Frühgeschichte
Die ersten überlieferten Ortsnamen von Rheinweiler lauteten 1097 „Riiwillere“ und 1102/1103 „Rinwilere“. Zu diesen Jahreszahlen ist der Eigentumsübergang auf das Kloster St. Blasien in Basel durch den Bischof von Basel überliefert. Das Dorf Rheinweiler ging 1113 in den Besitz der sanktblasianischen Propstei durch Bürgeln von Walcho von Waldeck über. Im 14. Jahrhundert war Münch von Landskron Lehensträger von St. Alban, 1405 ist als Inhaber des Lehens die Junker Schaler von Basel verzeichnet. In einem Kaufbrief vom 24. April 1417 verkauft Hermann Schaler seinen halben Teil der Dörfer Bamlach und Rheinweiler, 1434 verkauft auch Junker Klaus Ulrich seinen halben Teil an den Ritter Bernhard von Rotberg. Hans Jakob I. von Rotberg siedelte 1516 von Basel nach Rheinweiler und übernahm die Herrschaft über Bamlach und Rheinweiler. Fast 400 Jahre war Rheinweiler im Besitz der Familie Rotberg, bis sie 1774 die faktische Landsässigkeit anerkannten.

### Verwaltungszugehörigkeit
Mit der Errichtung des Großherzogtums Baden 1806 gingen die santkblasianischen Besitzungen in Rheinweiler in den Besitz des neugegründeten badischen Staates über, wurden kurz darauf jedoch dem Privatbesitz übergeben. Zunächst war Rheinweiler von 1806 dem Oberamt Rötteln unterstellt, ab 1813 dem Bezirksamt Kandern und ab 1819 dem Bezirksamt bzw. 1939 dem Landkreis Müllheim. Nach Auflösung des Landkreises Müllheim am 1. Januar 1973 ging Rheinweiler zum Landkreis Lörrach über.

### Jüngere Geschichte
In der Amtspersiode des Bürgermeisters Johann Baptist Dossenbach von 1892 bis 1908 wurde die Wasserversorgung des Ortes erschlossen und 1910 die ersten elektrischen Lichtleitungen installiert. 
Während des Zweiten Weltkrieges wurde Rheinweiler zu 40 % zerstört. Aufgrund der Nähe zur Front musste die Bevölkerung drei Mal evakuiert werden. Im Herbst 1944 war der Ort Schauplatz der Ermordung von vier britischen Kriegsgefangenen durch den NSDAP-Kreisleiter Hugo Grüner.
Nach dem Krieg wurde 1948 Edmund Stächele zum Bürgermeister gewählt. Neben der erforderlichen Beseitigung der Kriegsschäden wurde ein neues Baugebiet in Richtung Kleinkems erschlossen. 
Am 21. Juli 1971 um 13:10 Uhr kam es zu einem folgenschweren Eisenbahnunfall in Rheinweiler. Aufgrund stark überhöhter Geschwindigkeit von 140 km/h statt nur erlaubten 75 km/h in diesem Streckenabschnitt entgleiste der Schweiz-Express von Basel nach Kopenhagen (D 370) in einer Rechtskurve. Der Unfall forderte 121 zum Teil schwer Verletzte und 23 Todesopfer. Da die Eisenbahnwagen mehrere hundert Meter entgleisten und auch ein Wohnhaus komplett zerstörten war unteren den Toten nicht nur Reisende, sondern auch Bewohner des zertrümmerten Hauses.
Am 1. Januar 1975 wurde Rheinweiler Teil von Bad Bellingen.

## Bevölkerung

### Einwohnerentwicklung
Die Zahl der Einwohner Rheinweilers entwickelte sich wie folgt:
| Jahr | Einwohner |
| ---- | --------- |
| 1852 | 443       |
| 1871 | 380       |
| 1880 | 372       |
| 1890 | 339       |
| 1900 | 297       |
| 1910 | 291       |
| 1925 | 282       |
| 1933 | 414       |
| 1939 | 425       |

| Jahr | Einwohner |
| ---- | --------- |
| 1950 | 422       |
| 1956 | 486       |
| 1961 | 517       |
| 1970 | 610       |
| 2011 | 1020      |
| 2019 | 1144      |

### Religion
Die Zugehörigkeit zu den Religionsgemeinschaften verteilte sich in der Vergangenheit wie folgt:
| Religionszugehörigkeit in Rheinweiler | Religionszugehörigkeit in Rheinweiler | Religionszugehörigkeit in Rheinweiler | Religionszugehörigkeit in Rheinweiler |
| Jahr                                  | Religion                              | Religion                              | Religion                              |
| ------------------------------------- | ------------------------------------- | ------------------------------------- | ------------------------------------- |
|                                       | evangelisch                           | katholisch                            | sonstige                              |
| 1858                                  | 96,8 %                                | 3,2 %                                 | 0 %                                   |
| 1925                                  | 94,0 %                                | 6,0 %                                 | 3,0 %                                 |
| 1950                                  | 79,6 %                                | 19,4 %                                | 0,9 %                                 |
| 1961                                  | 82,4 %                                | 17,4 %                                | 0,2 %                                 |
| 1970                                  | 79,5 %                                | 19,8 %                                | 0,7 %                                 |

## Kultur und Sehenswürdigkeiten

### Bauwerke
In Rheinweiler befindet sich die Kapelle Sankt Nikolaus, die 1532 als Schlosskapelle von den Herren von Rotberg erbaut wurde. Damit ist es das älteste Gebäude des Ortes.
Das um 1715 erbaute Schloss Rheinweiler liegt auf dem Hochgestade des Rheins. Seit 1928 wird der Gebäudekomplex als Pflegeheim genutzt.

### Vereine
Der 1962 gegründete TV Rheinweiler ist mit über 600 Mitgliedern der größte Verein der Gemeinde Bad Bellingen. Der Verein hat seinen Schwerpunkt auf den Breiten- und Kindersport.

## Söhne und Töchter
- Edmund Stächele (1912–2001), deutscher Kommunalpolitiker
- Willi Stächele (* 1951), Politiker, ehemaliger Landesfinanzminister